# Архитектура Шпаније
Архитектуром Шпаније сматра се све што тренутно постоји на територији Шпаније, као и оно што је изграђено од стране шпанских архитеката у свету. Захваљујући географској распрострањености и богатој историји, шпанска архитектура је имала мноштво утицаја и остварења.
Чак и пре насеља описаних у римским изворима (насеља Ибера, Келтибера, Кантабријаца...) на Пиринејском полуострву постоје архитектонски облици који су слични са облицима осталих медитеранских култура, као и са облицима северне Европе.
Развој архитектуре дошао је са Римљанима, који су за собом оставили неке од својих најимпресивнијих споменика у Хиспанији. Долазак Вандала, Свева и Визигота проузроковао је значајан пад у односу на технике које су користили Римљани, али је такође допринело у стварању строжије везе градње у складу са религијским правилима, што се дешавало на читавом Западу. Муслиманска инвазија 711. године је проузроковала радикалне промене на полуострву наредних осам векова и значајно унапредила културу и агрикултуру. Кордоба, главни град династије Омејада и Гранада, главни град династије Насрид, били су културни центри изузетног значаја.
У хришћанским краљевствима постепено су се развијали аутентични стилови, прво изоловани од европских утицаја, а касније интегрисани у велике европске токове романике и готике, који су достигли огромну заступљеност, са религијским и световним примерима широм територије. Истовремено се, у 12. и 13. веку развијао и мудехарски стил, који је представљао спој европске структуре и арапске декоративности.
Крајем 15. века, пре колонизације Хиспанске Америке, у Шпанији се експериментише са ренесансном архитектуром, развијеном од стране локалних уметника (Педро Маћука, Хуан Баутиста де Толедо, Хуан де Ерера, Андрес де Ванделвира...) Шпански барок одликује пре свега Ћугригереска, који се издваја од каснијих међународних утицај и даје  развој неких од најважнијх дела у Шпанско-америчком царству. Колонијални стил, који се одржао кроз векове, и данас има огроман утицај у Куби, Мексику, Централној Америци и јужноамеричком Пацифику. Неокласицизам је достигао врхунац у раду Хуана де Виљануеве и његових следбеника.
Деветнаести век је имао два аспекта: нови инжењерски напори да се формира нови језик и да се уврсте гвожђе и стакло у структуре, као и академска струја која је у фокусу имала историзам и  еклектизам, а касније и регионализам. Настанак модернизма у академске токове створио је личности као што је Антонио Гауди у архитектури двадесетог века.
Шпанија доживљава техничку револуцију у оквиру савремене архитектуре и Шпанске архитекте као што су Рафаел Монео, Сантијаго Калатрава и Рикардо Бофиљ постају међународни утицаји.
Због уметничке важности многих шпанских архитектонских структура, укључујући читаве делове градова, они су проглашени за места светске баштине. Земља је на петом месту по броју места које је Унеско прогласио светском баштином, престижу само Италија, Кина, Немачка и Француска.

## Праисторија

### Мегалитска архитектура
Током каменог доба долмен је био најраспрострањенији мегалит на Иберијском полуострву. Испрва, били су у облику неправилног круга или трапеза, сачињени од великог камења забоденог у земљу и камења постављених на њих, који су представљали кров. Како се типологија развијала, у ходнику се појавио улаз назван дромос, који се постепено унапређивао све док није био широк као одаја. У најразвијенијем периоду, уобичајени су били засвођени плафони и лажне куполе. Комплекс Антекера садржи највеће долмене у Европи. Пећина Менга је најочуванија, дубока 25 метара, висока 4 метра и изграђена од 32 мегалита. Данас, унутра је откривен бунар чије порекло није познато.
У бронзаном добу најбоље очувани примери су на Балеарским острвима, где се јављају три типа конструкција: таула, долмен Т-облика, талајот и навета. Талајоти су били одбрамбене куле које су понекад имале централни стуб. Навете су биле конструкције од крупног камена и по облику су били слични труповима бродова.

### Иберијска и келтска архитектура
Кастењска култура, која је настала на северу и централном делу полуострва била је директно или индиректно повезана са келтским народима, развила је карактеристичне конструкције које су се звале кастри. То су градови ограђени зидинама, обично се налазе на врху брда или планине. Ова утврђења су се налазила широм кантабријског региона, а нарочито у долини Дуеро и у Галисији. Значајни примери су Лас Коготас И Улака у (Авили) и Кастро де Санта Трега (Понтеведра).
Куће у утврђењима су дугачке око 3,5 до 5 метара и већински кружне, неке и правоугаоне, направљене од камена са сламнатим крововима, са централним стубом. Улице у насељима су углавном биле правилне, што указује на неку врсту централне организације.

## Римска епоха

### Урбани развој
Римско освајање Хиспаније, започето 218. п. н. е. значило је скоро потпуну романизацију Пиринејског полуострва. Римска култура се дубоко усадила у тадашње становништво: древни војни логори и иберска, феничанска и грчка насеља претворена су у велике градове, који су били повезани сложеном мрежом путева. Развој изградње подразумева неке споменике чији се квалитет може упоредити са онима у главном граду, Риму.

### Грађевине
Грађевинарство је представљено импресивним конструкцијама као што су аквадукт Сеговија или аквадукт Милагрос у Мериди, мостови попут оних у Алкантари преко Тежа, мостовима Кордобе преко Гвадалкивира или Мериде преко Гвадијане.
Изграђени су и светионици, као што је онај који се још увек користи у Ла Коруњи, Херкулесова кула. Цивилне конструкције су посебно развијане за време цара Трајана (98. – 117. н.е.).
Верска архитектура се такође ширила по целом полуострву што се може видети у храмовима Кордобе, Вича, Мериде (Дајана и Марте) и Талавера ла Вијеха, између осталих.

## Архитектура Ал-Андалуса

### Кордопски калифат
Муслиманско освајање Хиспаније од стране трупа Мусе ибн Нусаира и Тарика ибн Зијада, као и пад династије Омејада у Дамаску, довели су до именовања Абд ал-Рахмана I за независног принца, јединог преживелог наследника који је побегао од Абасида. Емират са главним градом у Кордоби. Град ће постати културна престоница Запада од 750. до 1009. године.
Архитектура изграђена у Ал-Андалусу под Омајадима настала је од оне у Дамаску, са локалним естетским додацима: потковасти лук, карактеристичан за хиспано-арапску архитектуру, преузет је од Визигота. 
Најважнија грађевина Омајада у Кордоби била је Велика џамија у Кордоби, коју су градили Абдурахман I, Абдурахман II, Алхакен II и Алмансор.

### Таифе
Са нестанком калифата, територија је подељена на мала краљевства која се зову таифе. Њихову политичку слабост пратио је културни конзервативизам, који је, заједно са напретком хришћанских краљевстава, навео таифе да се држе престижа који је одликовао структуру и облик кордопског стила.
Неки величанствени примери Таифаске архитектуре су преживели до данас, као што је палата Аљаферија у Сарагоси или мала џамија Баб-Мардум у Толеду, касније претворена у један од првих примера архитектуре мудехарског стила.

## Архитектура мудехарског стила
Архитектура коју су  створили муслимани који су остали на хришћанској територији, а који се нису преобратили назива се мудехарским стилом. Развијала се углавном од 12. до 16. века са јаким утицајима арапског укуса и уметности, али прилагођена укусу хришћанских господара. Из тог разлога, Мудехар стил одликују технике и уметнички језик које се често комбинују са другим стиловима у зависности од историјских прилика. Према томе, можемо разликованти романски, готички и ренесансни мудехар.
Мудехар стил је симбиоза техника и начина разумевања архитектуре, резултат коегзистенције муслиманске, јеврејске и хришћанске културе. Као архитектонски стил настао је у 12. веку. Обично се сматра да је стил рођен у Сахагуну. Проширио се на остатак Краљевине Леон, Толедо, један од најстаријих и најважнијих културних центара, Авилу, Сеговију, а касније и на Гранаду и Севиљу. У Толеду морамо истаћи синагоге Санта Марија ла Бланка и Ел Трансито, обе мудехарског стила, али не и хришћанске.ж
Карактерише га употреба цигле као главног материјала. Он није развио сопствене структуре, за разлику од готике или романике, већ обнавља западњачке стилове кроз муслиманску перспективу. Геометријски карактер, карактеристичан за ислам, појављује се у аксесоарној уметности, користећи јефтине материјале - плочице, циглу, дрво, гипс, метале - обрађиване на разрађен начин, наглашавајући касетирани плафон.

## Романичка архитекрура
Романичка архитектура је начин градње у оквиру стила познатог као романичка уметност развијена у Европи, са својим карактеристикама и посебном еволуцијом током више од два века, од почетка 11. века до средине 13. века. Та иста архитектура у Шпанији добија своје особености, дозвољавајући да буде под утицајем како моде која долази из иностранства преко Италије и Француске, тако и традиције и древних уметничких ресурса на Иберијском полуострву.
Док се каролиншка реформа могла осетити у западној хришћанској Европи у 8. веку, хришћанска Шпанија је остала везана за традиционалну хиспано-римску и готску културу, без утицаја европских културних покрета, све до доласка романике.
Романичка архитектура се проширила у Шпанији у северној половини, достигавши реку Тахо, у јеку Реконкисте и поновног насељавања, посебно после освајања Толеда (1085) које је обезбедило мир северно од Дуера и у великој мери погодовало његовом развоју. Рано се развила, прво кроз каталонске земље у жупанијама Хиспанског марша, где је развио први романички стил и проширио се на остале уз помоћ Пута за Сантијаго и бенедиктинских манастира. Посебно је оставио трага на верским објектима (катедрале, цркве, манастири, манастири, испоснице...) који су боље или лошије очувани они који су стигли у 21. век, али су у овом стилу грађени и грађански споменици који одговарају свом времену, иако су од ових потоњи знатно мање очувани (мостови, палате) и војни (зидови попут оних у Авили, замкови Педраса и Сепулведа и куле). Такав грађевински напор може се схватити само као последица снаге друштва хришћанских краљевстава, способног чак да извуче ресурсе (исплату парија) из подељених краљевстава Таифа.
Романика се развила у раном 10. и 11. веку. Био је то веома примитиван стил, карактерисан дебелим зидовима, недостатком скулптуре и присуством ритмичке орнаментике са луковима, типичан у групи романичких цркава у долини Бои. 
Прва каталонска романика била је под великим утицајем каролиншке и муслиманске уметности са Пиринејског полуострва, а узор је био оснивање бенедиктинског манастира Сан Педро де Рода (878—1022). Зграде обично имају један или више засвођених бродова, одвојених стубовима; Понекад имају конструкцију тријема и увек се споља могу видети украси слепих лукова, углова и лесена (вертикалних пруга). Посебно су лепе одговарајуће куле; Понекад су причвршћени за зграду, а понекад су самостојећи, квадратног или изузетно цилиндричног плана попут Санта Колома  Андоре. Ова прва ломбардска романика такође се проширила широм арагонских земаља на чије су мале сеоске цркве у исто време утицале хиспанске традиције.
Потпуно афирмисана романичка архитектура стигла је Путем за Сантијаго. Био је то истински интернационални стил, са моделом, опатијом из Клунија, и језиком заједничким остатку Европе. Појављују се типичне ходочасничке цркве - засноване на Сан Сернину од Тулуза - са три или пет бродова, трансептом, амбулантом, апсидиолима, галеријом, бачвастим сводовима и препоном, а постоји и смена стубова. Са "клиновима“ као украсним мотивима и куполама у трансепту. Узор шпанске романике из 12. века била је катедрала у Хаки (1077—1130), модел који се ширио са неким варијацијама широм поново освојених области како су хришћанска краљевства напредовала ка југу.
Скоро све шпанске романичке грађевине које су сачуване класификоване су као добра од културног интереса, а најзначајније се већ појављују на листи историјско-уметничких споменика из 1931. Две велике групе су проглашене светском баштином:  „Пут за Сантијаго: француски Пут Светог Јакова и путеви северне Шпаније“) и „Каталонске романичке цркве долине Бохи“.

## Готичка архитектура
Готички стил је почео у Шпанији због растуће комуникације централне и северне Европе током 12. века, када се каснороманичко смењивало са прелазним стилом као што је цистерцитанска архитектура и са неким изразима чисте готике, као што је катедрала у Авили. Потпуна готика стигла је у пуној снази кроз Пут за Сантијаго у 13. веку, са стварањем неких од најчистијих готских катедрала, са француским утицајем: катедрала у Бургосу, Леону и Толеду. 
После 13. века, стил се ширио креативним локалним варијантама као што су левантинска готика и елизабетанска готика. Левантијска готика, која је цветала у 14. веку, одликује се својим структуралним достигнућима и уједињењем простора, а њена ремек дела су катедрала Палма де Мајорка, Лоња де ла Седа у Валенсији и црква Санта Марија дел Мар у Барселони. Гиљермо Бофил извео је изванредан храбар чин у катедрали у Герони ујединивши три брода апсиде у један брод изузетне амплитуде.
У Кастиљи у 15. веку, блиски комерцијални и политички односи са северном Европом окупили су архитекте као што су Хуан и Симон из Колоније, Ханекин из Брисела, Хуан Гуас и Енрике Егас који су створили школу која се прилагођавала локалној осетљивости. Радови се настављају на последњим великим готским катедралама (Севиља, нова Саламанка и Сеговија). Елизабетанска готика, названа тако јер се поклапа са владавином католичких монарха, представља прелаз у ренесансу, али истовремено и жесток отпор напуштању традиционалних готских принципа. Његова ремек-дела су Сан Хуан де лос Рејес у Толеду, Краљевска капела у Гранади... 

## Ренесансна архитектура
У Шпанији је ренесанса започела заједно са готичким облицима у последњим деценијама 15. века. Стил је почео да се шири углавном од стране локалних архитеката: то је разлог специфичног шпанског ренесансног стила, који је спојио утицај јужноиталијанске архитектуре, понекад долази из илустрованих књига и слика, са готичком традицијом и локалном идиосинкразијом. . Нови стил је назван платереска, због претерано украшених фасада, које подсећају на замршен рад сребрњака. Класичне наруџбе и мотиви свећњака  слободно се комбинују у симетричним ансамблима.
У том контексту, Палата Карла V, коју је дизајнирао Педро Мачука, у Гранади, била је неочекивано достигнуће у оквиру најнапредније ренесансе тог времена. Палата се може дефинисати као антиципација маниризма, због владања класичним језиком и револуционарних естетских достигнућа. Изграђена је пре главних дела Микеланђела и Паладија. Његов утицај је био веома ограничен и слабо схваћен, платерески облици су се наметнули на општу панораму.
Како су деценије пролазиле, утицај готике је опадао, а потрага за ортодоксним класицизмом достигла је веома висок ниво. Иако је Платереска термин који се обично користи да дефинише већину архитектонске продукције касног 15. века и прве половине 16. века, неки архитекти су стекли трезвенији укус, као што су Дијего де Силое и Гаспар де Вега. Примери платереске су фасаде Универзитета у Саламанци и Хостал Сан Маркос де Леон.
Врхунац шпанске ренесансе представља Краљевски манастир Ел Ескоријал, који су саградили Хуан Баутиста де Толедо и Хуан де Ерера, у коме је почетно претерано приврженост уметности старог Рима превазиђено изузетно трезвеним стилом. Утицај фламанских и северноевропских кровова и торњева, симболика оскудног украса и прецизног резања гранита поставили су основу за нови стил, хереријски стил, који је формирао школу дуги низ година.
Са стилом ближим маниризму, век је затворен архитектима као што је Андрес де Ванделвира.

## Барокна архитектура
Када су утицаји италијанског барока доспели у Шпанију, постепено су у популарном укусу заменили трезвени класицистички укус који је био у моди од 16. века. Већ 1667. године, фасаде катедрале у Гранади Алонса Каноа и Хаена Еуфрасија Лопеса де Рохаса указују на лакоћу њихове интерпретације у барокном маниру традиционалних мотива шпанских катедрала.
Локални барок одржава своје корене у Херрери иу традиционалној градњи од цигле, која се развијала у Мадриду током 17. века (Плаза Мајор и Градска већница Мадрида).
За разлику од барока северне Европе, шпанска уметност тог времена тежила је да задовољи чула, а не интелект. Породица Ћуригера, која се специјализовала за олтаре и олтарске слике, побунила се против трезвености хереријанског класицизма и промовисала замршени, преувеличани и готово хировити стил површне декорације, познат као чуригереска. За пола века претворили су Саламанку у узоран град ћуригереске.
Еволуција стила је прошла кроз три фазе. Између 1680. и 1720. Чуригери су популаризовали Гуаринијеву мешавину Соломонове колоне и сложеног реда, познатог као „врховни поредак“. Између 1720. и 1760. године, као главни елемент орнаменталне декорације установљен је чуригерски стуб или штап, у облику конуса или обрнутог обелиска. У годинама 1760. до 1780. дошло је до постепеног померања интересовања од уврнутог и претераног кретања орнаментике ка равнотежи и трезвености неокласичности.
Краљевска палата у Мадриду и конструкције Пасео дел Прадо (Салон дел Прадо и Пуерта де Алкала) такође у Мадриду, заслужују да се спомену. Изградили су их у трезвеном међународном бароку, често мешаном са неокласичним, од стране бурбонских краљева Филипа V и Карла III.
Рококо је у Шпанији први пут уведен у катедрали у Мурсији, 1733. године, на њеној западној фасади. Такође у области Левантина истиче се раскошна декорација врата палате маркиза од Дос Агуаса у Валенсији, коју је дизајнирао сликар и гравер Хиполито Ровира (1740–1744). Најбољи представник стила био је шпански мајстор Вентура Родригеc.

## Архитектура колонијалног стила
Шпански колонијални стил архитектуре доминирао је на раним шпанским територијама у Америци и такође на Филипинима. Одликује се контрастом између једноставне и чврсте конструкције коју ново место захтева и барокне орнаментике која долази из Шпаније. Колонијална област Санто Доминго, основана 1498. године, најстарији је западни град у Новом свету и добар је пример овог стила. 
Комбинација индијанских и арапских декоративних утицаја, са експресивном интерпретацијом Чуригереске, могла би да објасни разноликост и интензитет барока у америчким колонијама у Шпанији. Чак и више од свог шпанског колеге, амерички барок се развио као стил штукатуре. Фасаде неколико америчких катедрала из 17. века са два кула имају средњовековне корене. Пун барок појавио се тек 1664. године.

## Архитектура неокласицизма
Изузетно интелектуални постулати неокласицизма били су мање успешни у Шпанији од много изражајнијег барока. Шпански неокласицизам се проширио из Краљевске академије лепих уметности у Сан Фернанду, основане 1752. Њена главна фигура био је Хуан де Виљануева, који је идеје Едмунда Бурка о лепоти и узвишеном прилагодио захтевима климе и локалне историје. Изградио је Музеј Прадо (музеј који је првобитно требало да служи као Канцеларија за науку), комбинујући три елемента: академију, аудиторијум и музеј, у згради са три одвојена улаза. Прадо је био део амбициозног програма Карлоса III који је желео да претвори Мадрид у престоницу уметности и науке. У непосредној близини музеја, Виљануева је изградила астрономску опсерваторију Ел Ретиро и Ботаничку башту, све у оквиру осе Пасео дел Прадо, са својим амблематским фонтанама Нептуна и Кибеле (дизајнирао Вентура Родригез), а затворили су болница и Краљевски колеџ хирургије у Сан Карлосу. Такође је пројектовао неке од краљевих летњих резиденција у Ескоријалу и Аранхуезу и обновио Плаза Мајор у Мадриду, између осталих важних радова.

## Архитектура модернизма

### Еклектицизам
Еклектицистичка архитектура комбинује неколико стилова у једној згради, без праћења једног архитектонског реда. Ова струја је у Шпанију стигла последњих година 19. века. Једна од најважнијих еклектицистичких зграда је Палата комуникација у Мадриду, коју су дизајнирали Антонио Паласиос и Хоакин Отаменди. Свечано је отворен 1909. године.

### Историзам
Историзам је стигао из Европе у 19. веку, чији су најистакнутији стилови неоготика и неороманика. Од неоготике морамо истаћи Епископску палату Асторга и палату Собрелано у Комиљасу, фасаду катедрале у Барселони, катедралу Сан Кристобал де Ла Лагуна на Тенерифима и Катедралу Светог Духа. Од неороманике, мање значајне од претходне, морамо поменути крипту мадридске катедрале и базилику Наше Госпе од Ковадонге, у Астурији.

#### Неомудехар
Крајем 19. века у Мадриду се појавио нови архитектонски покрет: оживљавање архитектуре мудехара, неомудехара, који се одмах проширио на друге регионе. Архитекте као што је Емилио Родригес Ајусо видели су уметност Мудехара као ексклузиван и карактеристичан стил Шпаније. Зграде су почеле да се граде користећи неке од карактеристика старог стила, као што су потковичасти лукови и употреба апстрактне орнаментике од цигле за фасаде. Постала је популарна посебно у изградњи арена за бику и других јавних објеката, али и за изградњу домова, због употребе јефтиних материјала, углавном цигле за екстеријере. 

### Модернизам
У Шпанији, модернизам је имао центар у Барселони. Најпознатији архитекта је Антонио Гауди, чији радови у Барселони (најпознатија Саграда Фамилија, Парк Гуељ, Каса Мила и Каса Батљо) мешају традиционалну архитектуру са другим новим стиловима, као претеча модерне архитектуре.

## Архитектура двадесетог века

### Модернистички покрет 1920-1939
Стварање GATCPAC групе у Барселони 1928. године, праћено стварањем GATEPAC-а (1930.) од стране архитеката углавном из Сарагосе, Мадрида, Сан Себастијана и Билбаа, основало је две групе младих архитеката који су следили диктате модерне архитектуре у Шпанији. 
Јосеп Луис Серт, Фернандо Гарсија Мерсадал и Хоакин Лабајен, између осталих, били су организовани у три регионалне групе. Друге архитекте су истраживали модерни стил са одређених тачака гледишта: Касто Фернандес Шав са својим визионарским радом, скоро све на папиру, Јосеп Антони Кодерч, са својом интеграцијом медитеранског становања и концептима новог стила или Луис Гитјерес Сото, под великим утицајем експресионистичких тенденција.

### Архитектура током франкистичког режима 1939-1975

#### Архитектура Аутаркије 1939-1959
Франкистичка архитектура је развијена углавном у првој фази диктатуре Франсиска Франка (1939-1959), током аутаркије, па је стога позната као архитектура Аутаркије. Карактерише га опште одбацивање рационализма (често током Друге републике) и реинтерпретација историјских стилова Шпанског царства на еклектичан начин. Посебно се заснива на хереријанизму, при чему је главна струја овог периода био неохереријански стил и, у мањој мери, вилановски неокласицизам. Првобитно је био познат као империјални стил. Постоје и одређени рационалистички додири кроз репродукцију архитектуре нацистичке Немачке и фашистичке Италије. Архитектура аутаркије условљена је озбиљним економским проблемима послератне Шпаније и потребом за поновном изградњом земље. Исто тако представља велико идеолошко оптерећење.
Комплекс Монклоа у Мадриду, Долина палих, зграда Еспања и Универзитет рада у Хихону истичу се као најрепрезентативније грађевине архитектуре Аутаркије.

### Повратак рационализму 1960-их
У другој фази франкистичке архитектуре, економска отвореност земље омогућила је асимилацију модерног покрета, постепено инкорпорираног током 1950-их, а посебно 1960-их, нових облика и више авангардних архитектонских приступа.
У делима неких архитеката, званично одобрење и унапређење архитектонског дизајна могли су да коегзистирају, као што је случај са Луисом Гутијересом Сотоом, заинтересованим за типологију и рационалну дистрибуцију простора, чији плодни рад лако мења поновно откривање историјских стилова. са рационалистичким стилом, или наредбе Вертикалних синдиката Франсиску де Асису Кабреру. Достигнућа Луиса Моје Бланка у изградњи сводова од цигле такође заслужују спомен; Његово интересовање за традиционалну градњу од опеке довело га је до дубљег проучавања савремених формалних могућности материјала, истичући његову употребу преграђеног свода.
У последњим деценијама Франковог живота, нова генерација архитеката снажно је спасла наслеђе GATEPAC-а: Алехандро де ла Сота је био пионир на овом новом путу, а младе архитекте, често са скромним буџетима истраживали су типове монтажног и колективног становања.

## Савремена архитектура

### Крај двадесетог века
Франкова смрт и повратак демократије донели су нови архитектонски оптимизам у земљу крајем 1970-их и 1980-их. Критички регионализам је постао доминантна школа за озбиљну архитектуру. Ток новца из Европске уније, туризам и цветајућа економија били су плодно тло за шпанску архитектуру. Појавила се нова генерација архитеката, укључујући Енрика Миралеса, Карме Пиноса и архитекту и инжењера Сантијага Калатраву. Олимпијске игре у Барселони и Сајам у Севиљи, оба 1992. године, додатно су повећале репутацију Шпаније на међународном нивоу, до те мере да су се многе архитекте из земаља у рецесији преселили у Шпанију да учествују у овом процвату. Као признање за подршку коју град Барселона пружа архитектури, Краљевски институт британских архитеката доделио му је Краљевску златну медаљу 1999. године, први пут у историји да је награда додељена неком граду.

### 21. век
2003. године, принц од Астурије, Дон Филип Бурбонски, отворио је у граду Санта Крус Тенерифа (Канарска острва), модерну зграду Тенерифе Аудиторијум, коју је дизајнирао Сантијаго Калатрава. Неколико дописника и новина из целог света присуствовало је овом догађају. 2006. године, Терминал 4 аеродрома Мадрид-Барахас Ричарда Роџерса, Антонија Ламеле и Луиса Видала освојио је Стирлингову награду. У априлу 2007. године, MUSAC (Музеј савремене уметности Кастиље и Леона, у Леону) архитеката Емилија Туњона и Луиса М. Мансиле добио је награду за савремену архитектуру Миес ван дер Рохе од Европске уније,22 која је већ додељена. Курсаал (Сан Себастијан) Рафаела Монеа 2001.
Кула Агбар је небодер у Барселони који је дизајнирао француски архитекта Жан Нувел. Има 144,4 метара и има 38 спратова, укључујући 4 подземна нивоа. Његов дизајн комбинује низ различитих архитектонских концепата, чији је резултат упечатљива конструкција изграђена од армираног бетона, покривена стакленом фасадом и више од 4.400 прозора урезаних у конструкцијски бетон.